# Almondvale Stadium
Almondvale Park – stadion piłkarski, położony w szkockim mieście Livingston w Wielkiej Brytanii. Oddany został do użytku w 1995 roku. Od tego czasu swoje mecze na tym obiekcie rozgrywa zespół Livingston F.C. Jego pojemność wynosi 10 016 miejsc.